# Ashley Farquharson
Ashley Farquharson (* 16. März 1999 in Sacramento, Kalifornien) ist eine US-amerikanische Rennrodlerin.

## Privates und Anfänge im Rodelsport
Ashley Farquharson zog mit ihren Eltern im Alter von zwei Jahren von Sacramento nach Park City. Wie ihre Schulkameradin Brittney Arndt von der Ecker Hill Middle School nahm sie an einem außerschulischen Förderprogramm im Rodelsport ihrer Schule teil und verliebte sich in den Sport. Ihr erster Trainer war Jon Owen und das Training erfolgte beim Wasatch Luge Club. Im Alter von 15 Jahren wurde sie in den Junioren-Nationalkader der USA berufen. Sie lebt abwechselnd in Park City und seit 2016 dem Olympias-Stützpunkt in Lake Placid.

## Juniorinnen
Farquharson gab ihr internationales Debüt im Jugend-A-Weltcup Dezember 2014 auf der Bahn von Lake Placid und wurde neunte. Es blieb der einzige Einsatz in der ersten Saison. Weitaus mehr Einsätze hatte sie in der Saison 2015/16. In Lillehammer gab sie ihr internationales Debüt außerhalb Nordamerikas und belegte den vierten Platz. Diese Leistung konnte sie anschließend noch nicht weiter bestätigen. Am Königssee wurde sie 24., in Igls 12., in Altenberg Elfte. Zum Saisonfinale in Oberhof konnte Farquharson als Siebtplatzierte wieder unter die besten Zehn fahren und wurde zudem an der Seite von Jonathan Gustafson sowie dem Doppel Benjamin Farquharson und Christian Colaiezzi vierte des Teamstaffel-Rennens. Zu einem ersten Karrierehöhepunkt wurden die Olympischen Jugend-Winterspiele 2016 von Lillehammer. In Norwegen stürzte Farquharson jedoch schon im ersten Durchgang.
Die Saison 2016/17 begann für Farquharson mit zwei Podiumsplatzierungen bei Rennen des Jugend-A-Weltcups zum Auftakt der Saison in Calgary, zunächst hinter Samantha Judson und Carolyn Maxwell, im zweiten Rennen hinter Olena Smaha und Maxwell. Im weiteren Saisonverlauf wurde sie auf den europäischen Bahnen in Igls Achte, in Oberhof Siebte, in Altenberg sowie Winterberg Fünfte. In der Gesamtwertung wurde sie mit 296 Punkten hinter Jessica Degenhardt und Maxwell mit einem Punkt Vorsprung auf Evita Köhne Dritte.

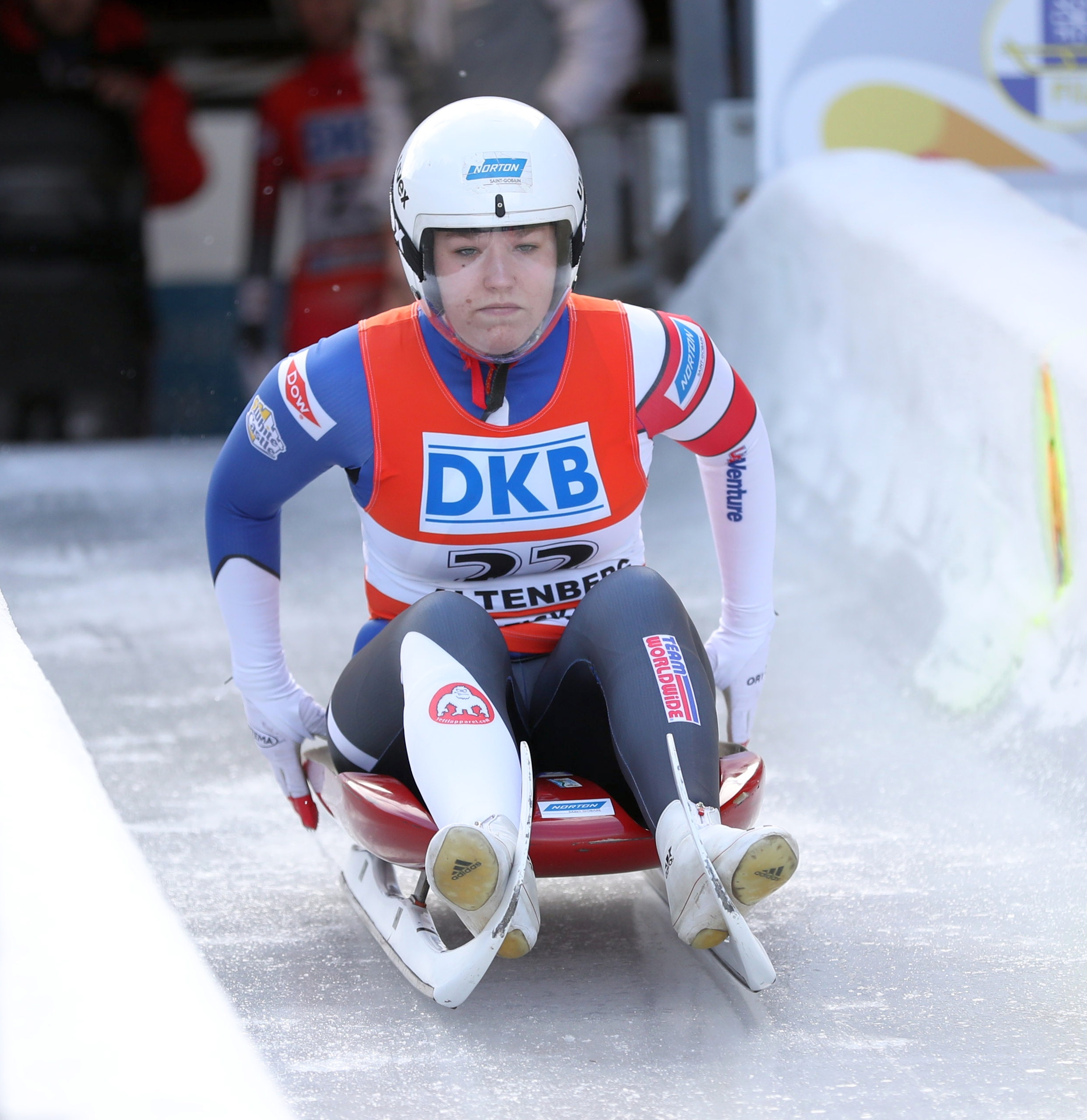
Farquharson am Start der Juniorenweltmeisterschaften 2018 in Altenberg

Zunächst gehörte Farquharson zu Beginn der Saison 2017/18 zur Trainingsgruppe der potentiellen Athletinnen für die Olympischen Winterspiele 2018 aus neben ihr Emily Sweeney, Summer Britcher, Raychel Germaine und Brittney Arndt, bestritt die Saison dann jedoch weiter bei den Juniorinnen. Sie fuhr nun nicht mehr im Jugend-A-Weltcup, sondern bei den Juniorinnen. Bei ihren ersten Rennen in Oberhof wurde sie 13. und 18. Am Königssee folgte mit Platz 12 das beste Saisonergebnis, bei den beiden folgenden Rennen in Igls wurde die US-Amerikanerin nur 25. und 17., zum Saisonfinale in Winterberg 22. In der Gesamtwertung des Juniorinnen-Weltcups belegte Farquharson den 19. Platz. Saisonabschluss waren die Juniorenweltmeisterschaften 2018 in Altenberg, bei denen sie 22. wurde.

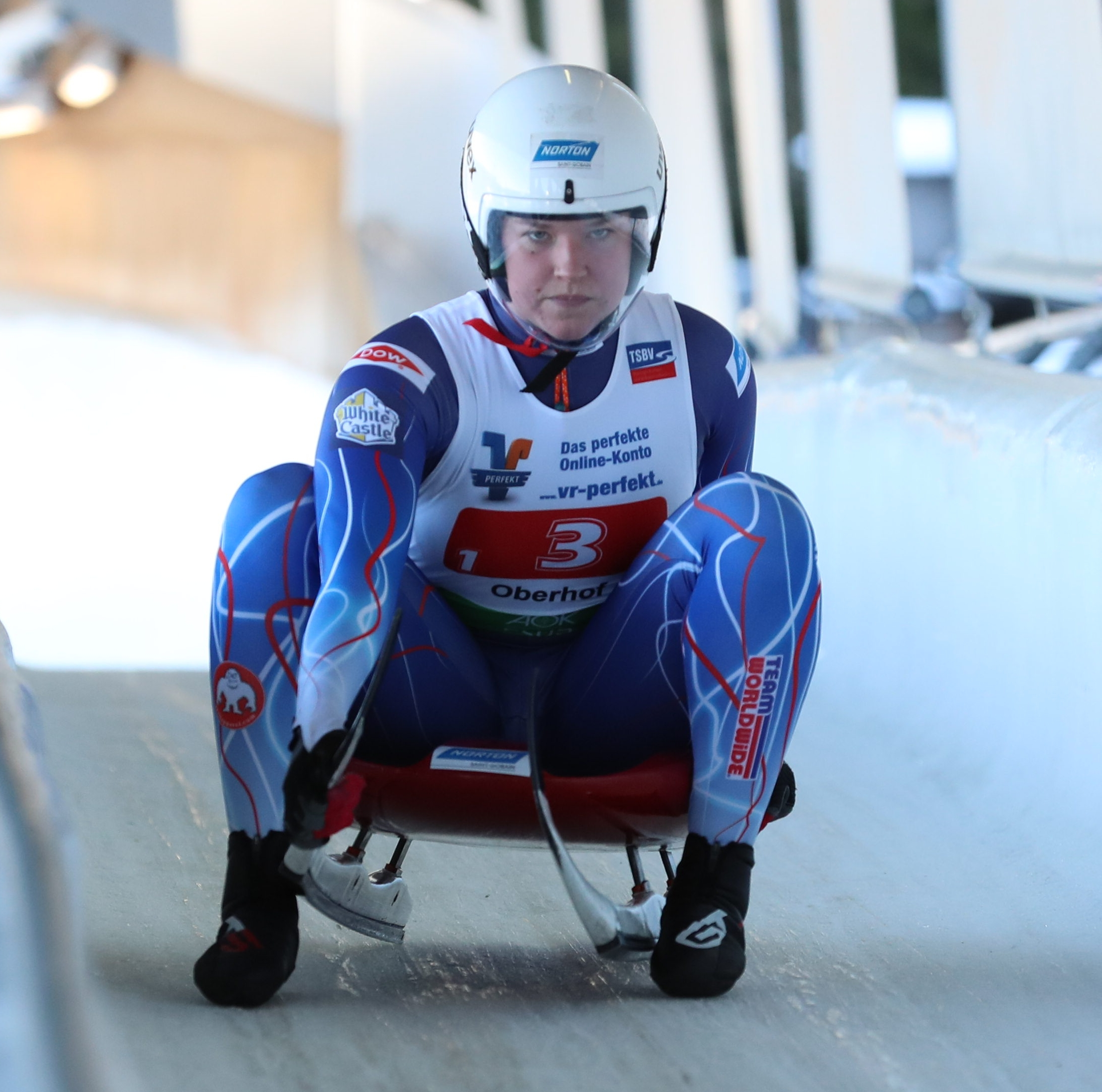
Farquharson beim Juniorinnen-Weltcuprennen im Februar 2019

Die Saison 2018/19 war Farquharsons letzte Saison bei den Juniorinnen. Zum Saisonauftakt wurde sie in zwei Einsitzer-Rennen in Park City jeweils Siebte sowie in zwei Teamstaffel-Rennen jeweils mit Zachary DiGregorio und dem Doppel Duncan Segger und Dana Kellogg Dritte. Es folgten Rennen in Calgary, bei denen 15. des Einzels und erneut mit Sean Hollander sowie Segger/Kellogg Teamstaffel-Dritte wurde. Das Einzelrennen waren zugleich die Amerika-Pazifik-Meisterschaften der Junioren und Juniorinnen, im Rahmen dieser Sonderwertung war sie hinter den Kanadierinnen Samantha Judson, Makena Hodgson und Tora Yacey als beste US-Amerikanerin Vierte. Nach dem Jahreswechsel folgten die Rennen auf europäischen Bahnen. Zunächst fanden in Igls die Juniorenweltmeisterschaften 2019 statt. Auf der Innsbrucker Bahn verpasste Farquharson gegen Cheyenne Rosenthal, Verena Hofer und Jessica Degenhardt um einen Rang als Viertplatzierte eine Medaille. Einen Tag später wurde sie mit Hollander, Kellogg und Segger im Rennen der Teamstaffeln Fünfte. Auch beim anschließenden Juniorinnen-Weltcuprennen in Winterberg verpasste sie als Viertplatzierte nur knapp das Siegerpodest. Zum Saisonfinale in Oberhof wurde sie noch elfte und Teamstaffel-Sechste. In der Gesamtwertung der Saison belegte Farquharson Rang neun.
National gewann Farquharson 2017, 2018 und 2019 die Titel bei den Juniorinnenmeisterschaften der USA, 2015 gewann sie die Bronzemedaille.

## Frauen

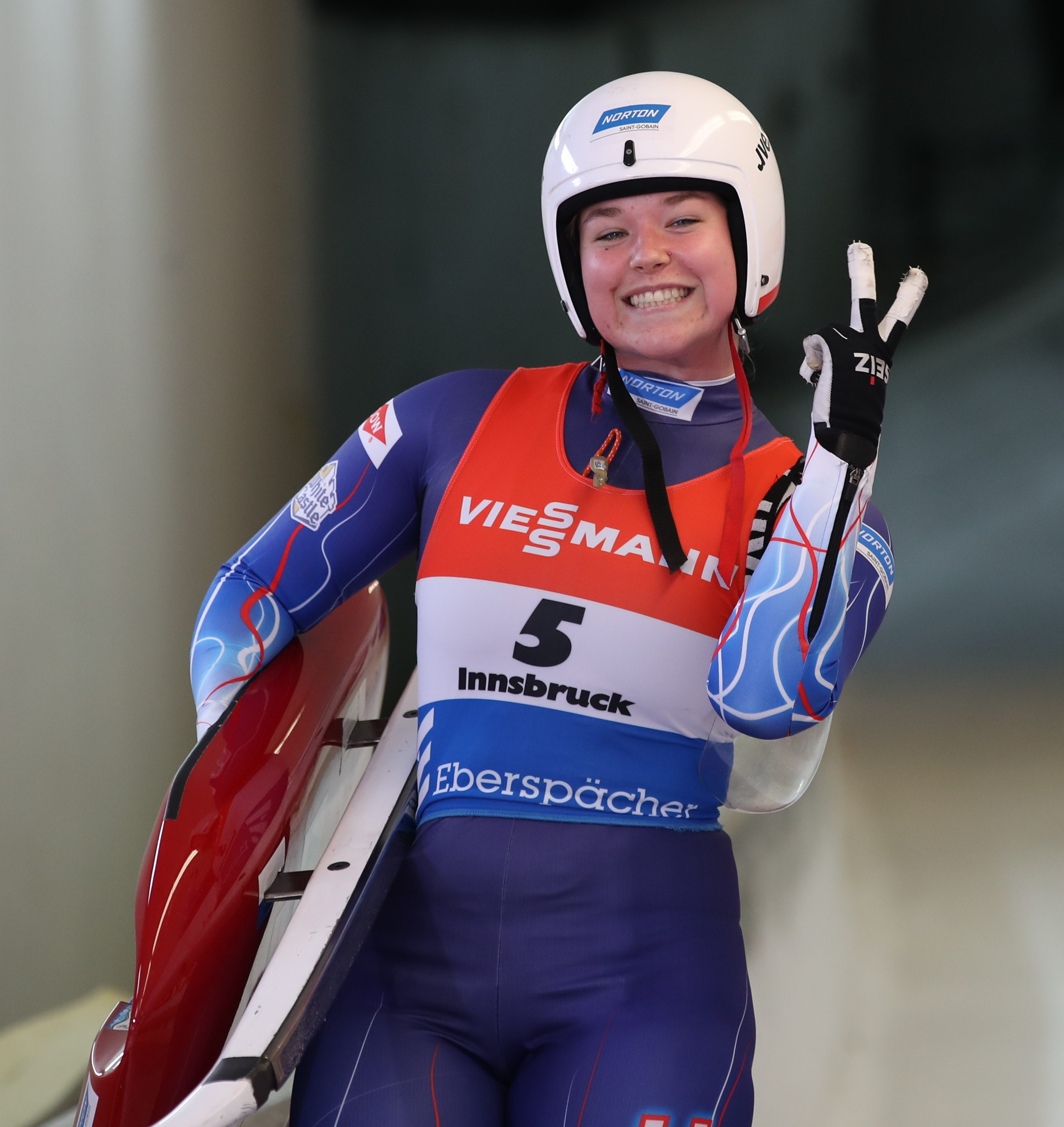
Farquharson bei ihrem ersten Weltcuprennen, November 2019 in Igls

Zur Saison 2019/20 rückte Farquharson in das US-Weltcupteam auf. Ihre erste Saison verlief sehr erfolgreich. Als Neuling konnte sie sich für alle Rennen des Weltcups qualifizieren. Zum Saisonauftakt qualifizierte sie sich als 13. des Nationencups für das Hauptrennen, das sie als 15. beendete. Als beste US-Amerikanerin qualifizierte sie sich zudem sogleich für die Teamstaffel. An der Seite von Tucker West sowie Christopher Mazdzer und Jayson Terdiman wurde sie hier Sechste. Es folgte die Nordamerika-Tour. Auf ihrer Heimbahn in Lake Placid qualifizierte sie sich als Vierte im Nationencup für das Weltcuprennen, in dem sie als Neunte erstmals unter die besten zehn kam. Damit qualifizierte sie sich auch erstmals für das Sprintrennen, in dem sie knapp eine Podiumsplatzierung verpasste und hinter Julia Taubitz, Summer Britcher und Emily Sweeney Vierte wurde. Weniger gut waren die Resultate in Calgary. In Kanada wurde sie 18. Es waren zugleich die Amerika-Pazifikmeisterschaften 2019, in deren Rahmen Farquharson Fünfte wurde.
Nach dem Jahreswechsel ging der Weltcup in Europa weiter. In Altenberg erreichte Farquharson den 23. Platz. Nach einer Verbesserung in Lillehammer mit Rang 17 folgte in Sigulda erneut ein Rückschlag mit Platz 26., obwohl sie zuvor Dritte des Nationencup-Rennens war. In Oberhof konnte sie als 13. wieder eine bessere Platzierung erreichen. Es folgten die Weltmeisterschaften 2020 in Sotschi. Bei den Welttitelkämpfen in Russland konnte sich Farquharson für das Sprintrennen qualifizieren und wurde hier am Ende 12. Das Einzelrennen beendete sie ebenfalls auf Rang 12. In der separaten U-23-Wertung war sie hinter Anna Berreiter, Cheyenne Rosenthal und Madeleine Egle Vierte und verpasste einmal mehr eine Podiumsplatzierung um einen Rang. In Winterberg verzichtete das US-Team einschließlich Farquharson aufgrund schwieriger Wetterbedingungen auf den Start. Zum Abschluss der Saison schon mit der beginnenden COVID-19-Pandemie vor Augen belegte sie den achten Platz. In der Gesamtwertung des Weltcups wurde sie mit 256 Punkten 17., in der Gesamtwertung des Nationencups belegte sie hinter Raluca Strămăturaru und vor ihrer früheren Schulkameradin Brittney Arndt den zweiten Rang.

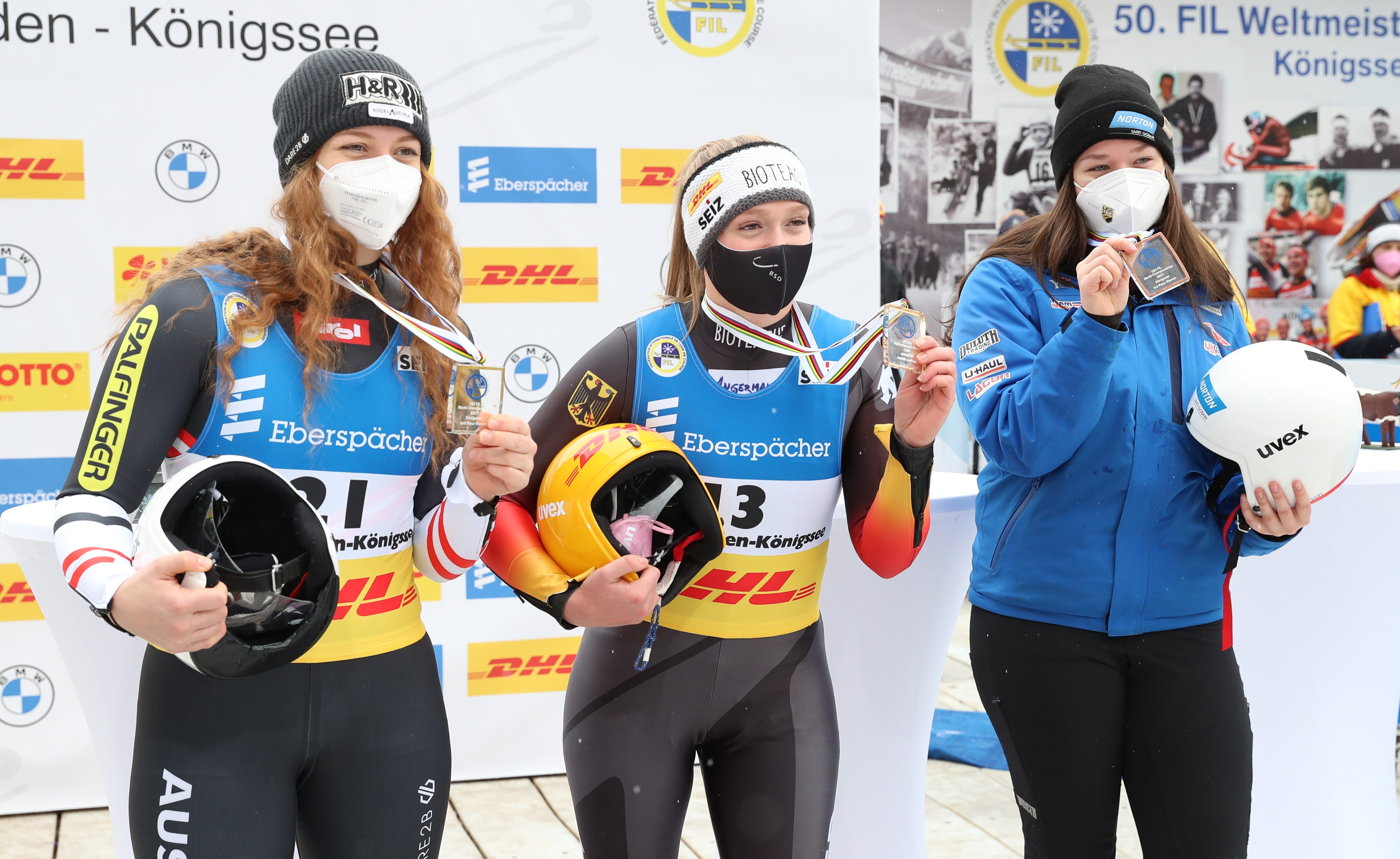
Schulte, Berreiter und Farquharson (U23-Podium, Rennrodel-Weltmeisterschaften 2021 am Königssee)

Für die Saison 2020/21 wurde Farquharson wieder in das Weltcupteam der USA berufen. Aufgrund der COVID-19-Pandemie verzichtete das Team jedoch auf den Start bei den ersten vier Weltcups der Saison und stieg erst zum Neujahrsweltcup am Königssee ein. Mit Platz 5 im Nationencup gelang Farquharson souverän die Qualifikation für das Weltcup-Rennen, in welchem sie mit Platz 13 ein solides Ergebnis erzielen konnte. In Sigulda folgte Platz 3 im Nationencup sowie mit Platz 14 ein erneutes Top-15-Ergebnis. Auch bei der Weltcupstation Oberhof II gelang mit der Silbermedaille erneut eine Podestplatzierung im Nationencup und auch im Weltcup-Rennen mit Platz 10 eine gute Leistung. Für den Weltcup Igls II war sie anschließend über die Gesetztenliste direkt qualifiziert und bestätigte als Achte in der klassischen Disziplin und Siebte im Sprint die aufsteigende Form. Bei den Weltmeisterschaften 2021 am Königssee, dem Saisonhöhepunkt, folgte jedoch eine schwächere Leistung; Farquharson verpasste die Qualifikation für den Sprint, wurde im Einsitzer nur zwölfte, erzielte aber in der U23-Wertung die Bronzemedaille. Beim von widrigen Witterungsbedingungen geprägten Weltcupfinale in St. Moritz–Celerina wurde sie zum Abschluss der Saison 24.; in der Gesamtwertung bedeutete dies mit 199 Punkten den 20. Platz, im Nationencup mit nur drei Rennen 210 Punkte und Platz 16.

## Statistik
Platzierungen im Gesamtweltcup
| Saison  | Platz | Punkte | Nationencup |
| ------- | ----- | ------ | ----------- |
| 2019/20 | 17.   | 256    | 02.         |
| 2020/21 | 20.   | 199    | 16.         |
| 2021/22 | 15.   | 290    | 10.         |
| 2022/23 | 15.   | 343    | 10.         |
| 2023/24 | 06.   | 612    | 16.         |

## Einzelbelege
1. ↑  Ashley Farquharson, Park City native, leads USA Luge’s women’s juniors. Archiviert vom Original (nicht mehr online verfügbar) am 21. Juli 2020; abgerufen am 21. Juli 2020 (englisch).
2. ↑  Ben Ramsey: Ashley Farquharson, Park City native, leads USA Luge’s women’s juniors. Abgerufen am 21. Juli 2020 (amerikanisches Englisch).
3. ↑  Mountain Express Magazine: 2022 Beijing Winter Olympics - Ashley Farquharson. In: Mountain Express Magazine. 17. Dezember 2019, abgerufen am 21. Juli 2020 (amerikanisches Englisch).
4. ↑  Tim Reynolds: US, others pull out of Luge World Cup, citing safety. 21. Februar 2020, abgerufen am 19. Juli 2020 (englisch).
5. ↑  Plans on ice: USA Luge's Mazdzer wondering what comes next. Archiviert vom Original (nicht mehr online verfügbar) am 21. Juli 2020; abgerufen am 21. Juli 2020.

| Personendaten    | Personendaten                               |
| ---------------- | ------------------------------------------- |
| NAME             | Farquharson, Ashley                         |
| KURZBESCHREIBUNG | US-amerikanische Rennrodlerin               |
| GEBURTSDATUM     | 16. März 1999                               |
| GEBURTSORT       | Sacramento, Kalifornien, Vereinigte Staaten |